# ミンシン (キャラクター)
ミンシンとは、かつて存在した日本の政党・民進党の党公認キャラクター。

## 歴史

### 誕生までの経緯
2016年3月、民主党が維新の党と合併し『民進党』が誕生。これに伴い、「民主くん」の去就が注目されていた。民進党・岡田克也代表(当時)が、「党のマークが代わるので、公認の位置づけということはない」と述べ、公認を剥奪する考えを示した。4月29日に公認・引退をかけたゲームが「ニコニコ超会議2016」において民進党・枝野幸男幹事長（当時）立ち会いの元、行われたが敗北、引退が決定した。
9月、民進党は、民主くんの後任となる新しい公認マスコットを公募すると発表した。
12月、全1523作品の応募の中から選考会を経て選ばれた4作品を党の公式サイトで公開。翌2017年1月中旬まで人気投票が行われた。

### 「ミンシン」誕生
2017年3月11日、記者会見で新キャラクターがお披露目された。民主党時代の「民主くん」のイメージとは一線を画し、ボディーは水色で首に赤色のマフラー。民進党の頭文字「M」をかたどったロゴマークをキャラクターの「触角」に取り入れた。
新キャラは民進党・蓮舫代表により「皆さんに名前が浸透するように」という意味を込め『ミンシン』と命名される。なお、ミンシンはネット投票で投票総数10万1475票のうち、4万5785票を獲得。
3月12日の民進党定期党大会にて、正式デビューとなった。
しかし、民進党は2018年5月に希望の党と合流し国民民主党に改称。ミンシンはわずか1年2ヶ月でその役目を終えた。民進党は2017年10月の第48回衆議院議員総選挙で公認候補を擁立せず、以降は党としての活動も大幅に縮小されたため、実質的な活動期間は半年程度であった。

### 現在
事実上の前任である民主くんの着ぐるみは、現在は憲政記念館に展示されている。しかしながらミンシンの着ぐるみは2023年12月の時点で「行方不明」である。